# ابن عباد رندی
ابن عَبّاد رُندی (۱۳۳۳- ۱۳۹۰م) (نسب: ابوعبدالله محمد بن ابواسحاق رُندی) فقیه و صوفی برجستهٔ مسلمان مغربی در سدهٔ هشتم قمری/سدهٔ چهاردهم میلادی بود. از اندیشمندان متصوف بزرگ برجسته در شمال آفریقا بود. پندهایش که به پیروانش بیان می‌کرد را در دو کتاب گرد آورد «الرسائل الکبری» و «الرسائل صغری».